# Centre national de la photographie
Pour les articles homonymes, voir CNP.
Le Centre national de la photographie est une association française gérée par le ministère de la Culture et consacrée à la photographie et à l'art contemporain.
En 2004, il fusionne avec le Patrimoine photographique pour donner naissance à l'Association du Jeu de Paume.

## Présentation
Le Centre national de la photographie est créé en 1982 à l'initiative de Jack Lang, alors ministre de la Culture et de la Communication. Son premier directeur en est Robert Delpire et le conseil d'administration est composé de personnalités de la photographie tel Raymond Depardon.
L'année de la fondation, Delpire créé la collection « Photo Poche », notamment consacrée à l'« histoire de la photographie à travers ses grands maîtres ». La collection est rachetée par éditions Nathan lors du départ de Delpire du Centre national de la photographie en 1996.
Delpire est remplacé par Régis Durand jusqu'en 2004, où le CNP fusionne avec le Patrimoine photographique pour donner naissance à l'association du Jeu de Paume, subventionnée par le ministère de la Culture et présidée par Alain-Dominique Perrin.
Ses archives sont conservées et consultables aux Archives nationales.